# (10797) Guatemala
(10797) Guatemala est un astéroïde de la ceinture principale.

## Description
(10797) Guatemala est un astéroïde de la ceinture principale. Il fut découvert le 4 avril 1992 à La Silla par Eric Walter Elst. Il présente une orbite caractérisée par un demi-grand axe de 2,27 UA, une excentricité de 0,12 et une inclinaison de 2,7° par rapport à l'écliptique.

## Compléments